# マリー・ジョルジュ・ビュフェ

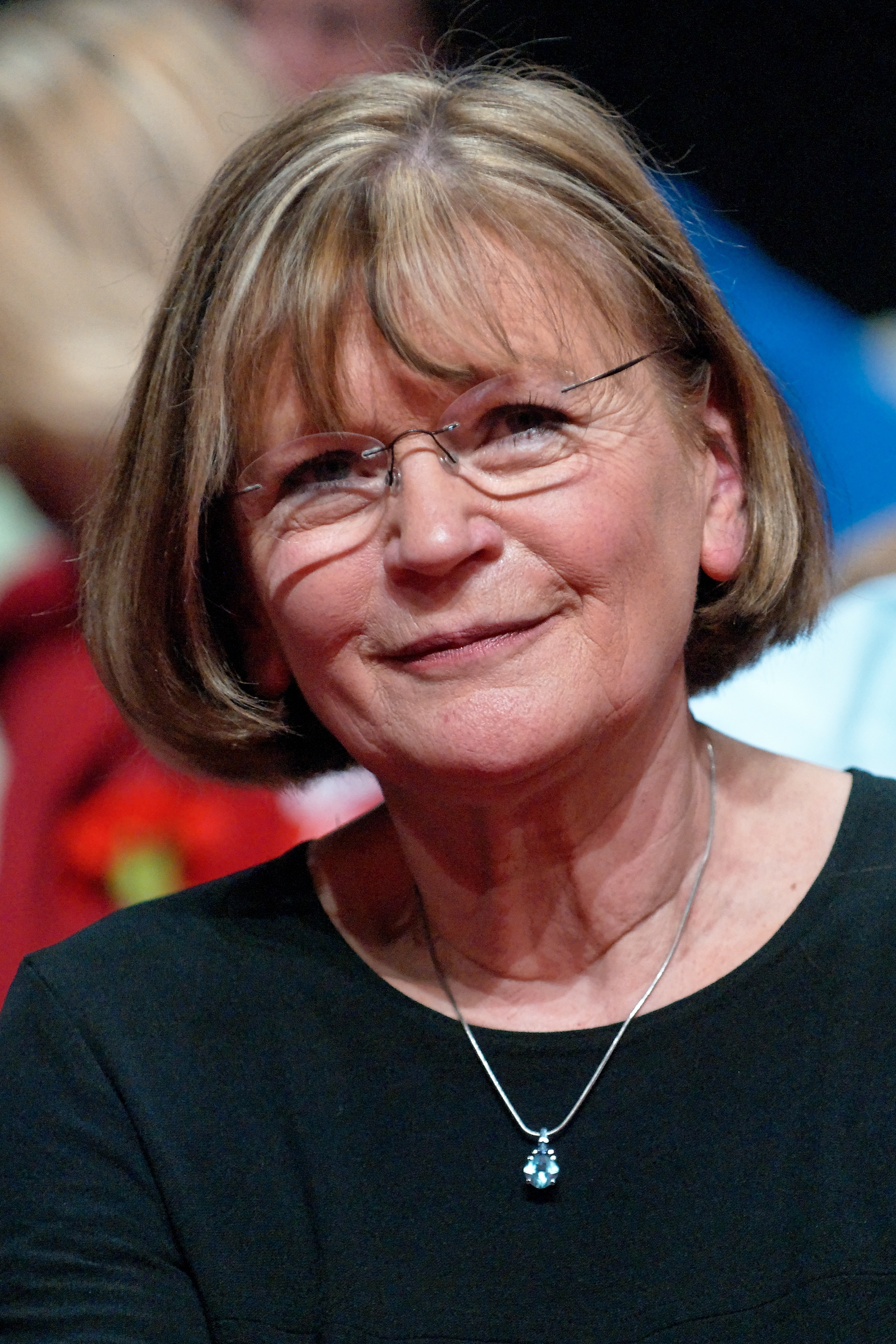
マリー・ジョルジュ・ビュフェ

マリー・ジョルジュ・ビュフェ（ビュッフェ、Marie-George Buffet、1949年5月7日 - ）は、フランスの政治家。フランス共産党全国書記（書記長、党首に相当）。パリ郊外のオー＝ド＝セーヌ県ソー Sceaux出身。
1969年共産党に入党。1977年から1983年までシャトネ＝マラブリー副市長。1997年フランス社会党のリオネル・ジョスパン内閣が成立すると、共産党は緑の党とともに連立内閣を構成し、ビュフェは、青年・スポーツ相として入閣した。2001年党全国書記に選出される。2002年前全国書記であったロベール・ユーは同年の大統領選挙で96万757票（3.37パーセント）しか獲得できず、候補者16人中11位と惨敗を喫し、左翼政党の中でも下位となった。こうしてビュフェには結党以来最悪ともいえる党勢の挽回が託された。2001年よりル・ブラン＝メニル市市会議員。
ビュフェはフランス共産党の党首としてテレビや新聞など各種メディアに多く露出するように心がけ、共産党のイメージ向上に努めた。2002年6月下院国民議会総選挙でセーヌ＝サン＝ドニ県から立候補し当選する。2005年欧州憲法批准問題では反対した。
2006年反自由主義左翼連合に参加。フランス共産党では左翼各党との共闘をめぐり党内抗争が激化し、急進左派が離党した。2007年フランス大統領選挙では、結局、70万7327票（1.93パーセント）を獲得するのみに終わった。これはフランス共産党が大統領選挙で獲得した最低の記録であった。